# 帕丹巴桑结
帕當巴桑傑（Dampa Sangye）為印度的佛教大瑜伽士，據說曾經在西藏傳法，曾與密勒日巴談論過佛法，是希解派和觉宇派的祖師。有著名的弟子瑪吉拉準。